# Landouzy-la-Cour
Landouzy-la-Cour är en kommun i departementet Aisne i regionen Hauts-de-France i norra Frankrike. Kommunen ligger  i kantonen Vervins som ligger i arrondissementet Vervins. År 2022 hade Landouzy-la-Cour 168 invånare.

## Befolkningsutveckling
Antalet invånare i kommunen Landouzy-la-Cour
Referens: INSEE